# 皮內塔 (佛羅里達州)
皮內塔（英語：Pinetta）是位於美國佛羅里達州麥迪遜縣的一個非建制地區。該地的面積和人口皆未知。

## 地理
皮內塔的座標為30°35′39″N 83°21′09″W / 30.59417°N 83.35250°W，而該地的平均海拔高度為47米（即154英尺）。